# Slaget om Rimini
Slaget om Rimini er blevet beskrevet som det største materielslag, der er udkæmpet i Italien. Det fandt sted i efteråret 1944 omkring byen Rimini. Over 1.200.000 mænd deltog i slaget, som endte med en sejr til de Allierede. På den allierede side var den britiske 8th Army og amerikanske 5th Army. Rimini, der før havde været udsat for luftangreb, var blevet beskudt med over 1.470.000 runder patroner af allierede landstyrker.